# Șumîn, Bahmaci
Șumîn (în ucraineană Шумин) este un sat în comuna Horodîșce din raionul Bahmaci, regiunea Cernihiv, Ucraina.

## Demografie
Componența lingvistică a localității Șumîn
     Ucraineană (100%)
Conform recensământului din 2001, toată populația localității Șumîn era vorbitoare de ucraineană (100%).